# ジョセフ・フッカー
ジョセフ・フッカー（Joseph Hooker、1814年11月13日-1879年10月31日）は、アメリカ合衆国の職業軍人であり、南北戦争のときは北軍の少将を務めた。渾名は「ファイティング・ジョー」だった。フッカーは南北戦争の全体で従軍し多くの実績を挙げたが、1863年のチャンセラーズヴィルの戦いで南軍のロバート・E・リー将軍に対して惨めな敗北を喫したことが一番知られている。

## 初期の経歴
フッカーは1814年にマサチューセッツ州ハドリーで生まれた。祖父はアメリカ独立戦争の時に大尉だった。初等教育は地元のハンプキンズ・アカデミーで受けた。1837年にアメリカ合衆国陸軍士官学校を卒業し、第1アメリカ砲兵連隊の少尉に任官された。
最初の任地はフロリダ州で第二次セミノール戦争に従軍した。米墨戦争ではザカリー・テイラーとウィンフィールド・スコットの両将軍の作戦で参謀を務めた。このときの3つの戦い、モンテレー、ナショナル・ブリッジおよび、チャプルテペクの各戦いでの参謀の指導力と勇敢さによって3度（大尉、少佐および中佐）の名誉昇進を果たした。フッカーの軍隊内での色男という評判はメキシコのときに始まっており、メキシコの女性達が「ハンサムな大尉」と呼んでいた。
米墨戦争後、太平洋師団の総務局長補となったが、1853年に退役した。ギデオン・ピローが命令不服従で軍法会議に掛けられたとき、フッカーの元上官スコット将軍に不利な証言を行ったことでフッカーの軍での評判が下がった。フッカーはカリフォルニア州ソノマ郡に農夫および土地開発者として入植したが、農業よりも賭け事や酒に溺れることが多かった。フッカーが新しい職業で明らかに不満を抱き成功もしていなかったことは、1858年に陸軍長官ジョン・B・フロイドに宛てて「中佐の候補者としてジェームズ・ブキャナン大統領に推薦して」貰いたい旨を書き送ったことで分かる。しかし、この要請は実らなかった。1859年から1861年、カリフォルニア民兵隊で大佐の職を得た。

## 南北戦争
南北戦争が始まった時に、フッカーは任官を求めたが、最初の申し出はおそらく当時の総司令官ウィンフィールド・スコットの心に残っていたわだかまりによって拒否された。フッカーはカリフォルニアから東部に移動するために借金をしてきていた。第一次ブルランの戦いの敗北を目撃した後で、エイブラハム・リンカーン大統領に手紙を書き、軍隊の誤った管理に苦情を言い、自分の資格を宣伝し、再び任官を求めた。1861年8月、フッカーは志願兵隊の准将として指名され、5月17日付の辞令を受けた。最初はワシントンD.C.周辺の旅団続いて師団の指揮を執り、ジョージ・マクレラン少将の下で新しいポトマック軍の組織化と訓練を担った。

### 1862年
1862年の半島方面作戦で、フッカーはポトマック軍第3軍団の第2師団を指揮し、その任務を良くこなし、戦場において重要なポイントを積極的に求める戦闘指揮者としてその勇名をはせた。ウィリアムズバーグの戦い（その結果として1862年5月5日に少将に昇進した）と七日間の戦いを通じて頭角を現した。マクレランの慎重すぎる将軍ぶりにイライラし、リッチモンドを占領できなかったことについて明け透けに批判した。フッカーはその上官について、「彼は軍人ではないだけでなく、軍人とは何かを知らない」と言った。半島方面作戦でフッカーに関する2つの評判、すなわち部下の福祉と士気に気を遣うことと、戦場においてすら深酒をするということが固まった。
マクレランの軍が活動できなくなると、フッカーはジョン・ポープ少将のバージニア軍に転属になった。その師団はまずサミュエル・P・ハインツェルマン少将の第3軍団についたが、北バージニア方面作戦と第二次ブルランの戦いで北軍が大敗した後は、9月6日に軍団指揮（バージニア軍第3軍団）に就いた。ロバート・E・リーの軍隊が北のメリーランド州に入った（メリーランド方面作戦）とき、フッカーの軍団（9月12日に第1軍団に改組された）はポトマック軍の下に戻り、サウス山の戦いとアンティータムの戦いでは活躍した。アンティータムでは、アメリカ史の中でも最も流血の多い日の最初の攻撃を仕掛けたのがフッカーの軍団であり、ストーンウォール・ジャクソンの軍団を南へ追い遣り、そこで手詰まりとなった。フッカーは攻撃的であり、部下を奮い立たせていたが、足を負傷して早朝に戦場を離れた。自分が戦場に留まっておれば、決定的な北軍の勝利になったはずだと主張したが、マクレラン将軍の慎重さのために再度北軍は失敗し、勢力的に劣るリー軍が壊滅を免れた。リンカーン大統領は辛抱できなくなり、マクレランを解任してアンブローズ・バーンサイド少将を後任に据えた。
12月のフレデリックスバーグの戦いは北軍のもう一つの挫折だった。足の傷から快復したフッカーは短期間第5軍団の指揮を執ったが、続いて第3軍団と第5軍団を統括する「大師団」指揮官に昇進した。フッカーは市の背後にある防御が施された高台を攻撃するというバーンサイドの作戦をあざ笑い、それを「非常識」と見なした。その大師団（特に第5軍団）は、フッカーが抗議したにも拘わらずバーンサイドの命令によって14度の無益な突撃を行い、甚だしい損失を被った。バーンサイドはこの戦いの後1863年1月にも惨めな「泥の行軍」を行い、フッカーの上官に対する批判は公式の命令不服従の域まで達した。バーンサイドのことを「卑劣漢...失敗した犠牲の」と表現した。バーンサイドはフッカーを含み、部下の指揮官総入れ替えを目論み、大統領の承認を求める書面を作った。フッカーのことは、「現在のような重大な危機に重要な役割を任せるには不適」と述べた。しかし、リンカーン大統領は再度辛抱できず、反対にバーンサイドを解任した。

### ポトマック軍
1863年1月26日、ポトマック軍の新しい指揮官は「ファイティング・ジョー」フッカーだった。フッカーの評判は前任者におそろしく欠けていた攻撃性ということだったので、軍隊の一部はこの異動が避けられないものと見ていた。フッカーはこの昇進を最高の控えめさでは受けなかった。彼は戦時の国は独裁者が支配するのが最良だと言ったといわれている。リンカーンは次の様に応えた。
1863年春の間、フッカーは傑出した管理者として評判を確立し、バーンサイドの下でさらに低下していた兵士の士気を取り戻させた。彼が変えたことは、軍隊の日々の食事の修正、宿営所の衛生状態改善、補給制度の改良と会計責任、中隊料理人の追加と監視、幾つかの病院の改善、さらに賜暇制度の改良（1中隊につき一人が10日間輪番制）といったことがあった。他にも増加する脱走を止めるという必要性に対処するもの（リンカーンからの命令もあり、到着する郵便の検閲、脱走者を射殺する権限、改良された監視線）、訓練の量と質の増加、強力な士官の訓練、高レベルの命令の交換、および初めて連邦騎兵隊を単一軍団に組織化したことがあった。
フッカーはその再生された軍隊について次のように語った。
しかし「ファイティング・ジョー」は将軍達とその参謀や部下にとって悪い例も示した。ファルマスにあったその本部は「酒場と売春宿」の組み合わせであると言われた。彼はダニエル・バターフィールドや悪名高い政治家将軍ダニエル・シックルズを含む忠実な政治的取り巻きのネットワークを作り上げた。
その春から夏にかけてのフッカーの作戦は優美で期待の持てるものだった。まず騎兵軍団を敵の後方深く送り込み補給線を混乱させ、主力部隊の攻撃から気を逸らせることだった。ロバート・E・リーのかなり小さな軍隊をフレデリックスバーグに釘付けにし、一方でポトマック軍の大半は迂回行動を取ってリー軍を後方から叩くというものだった。リー軍を打ち破ればリッチモンドの占領も可能だった。フッカーや北軍にとって不幸だったのは、その作戦の実行が作戦自体の優雅さと合わなかったことだった。ジョージ・ストーンマン准将が指揮する騎兵隊の襲撃は慎重に行われ、その目標としたものに辿り着かなかった。迂回行動は十分にうまくいって戦略的な急襲ができたが、5月1日に敵と接触したという第一報が入ったときにフッカーはその度胸を失ってしまった。リー軍の後方に攻勢を採るよりもチャンセラーズヴィルというちっぽけな交差点の町周辺に自軍を後退させてしまい、リー軍が攻撃してくるのを待った。リーは大胆にその小さな自軍を2つにわけて、フッカー軍の両方の部隊に対処させた。その後、さらに自軍を分けてストーンウォール・ジャクソンの軍団に迂回行動をさせ、フッカーの無防備な右翼を衝かせ、第11軍団を崩壊させた。ポトマック軍は防戦一方になり、結果的に総退却を強いられた。
チャンセラーズヴィルの戦いは「リーの完璧な戦い」と呼ばれてきたが、これは大胆な戦術で大部隊の敵に打ち勝つ能力によっていた。フッカーの失敗の一部は、大砲弾との間一髪の遭遇に帰せられる可能性がある。フッカーが本部の玄関に立っているときに、砲弾がもたれ掛かっていた木製の柱を直撃し。フッカーは倒れて意識を失い、その日の残りは何の行動も取れなかった。それだけ何もできない状態にも拘わらず、一時的に副指揮官のダライアス・コウチ少将に指揮を渡すという懇請を拒んだ。コウチやヘンリー・W・スローカム少将を含みその部下の将軍達数人は公然とフッカーの指揮官としての決断に疑問を呈した。コウチは大いに嫌気が差して、再びフッカーの下に就くことを拒んだ。その後の数週間で政治的な嵐が吹き、もしリンカーンが自分でそうしなければ、将軍達が自らフッカーをその地位から追い落とそうと画策した。
6月、ロバート・E・リーは再度北部への侵攻を開始し、リンカーンはフッカーにリーを追撃して打ち破るよう督励した。フッカーの当初の作戦はその代わりにリッチモンドを占領することだったが、リンカーンはそのアイディアを即座に否決し、ポトマック軍は北に動いてシェナンドー渓谷を滑り出てペンシルベニア州を覗うリーの北バージニア軍の所在を突き止めようとした。フッカーの任務はまずワシントンD.C.とボルティモアを守ることであり、第2にリーを抑えて打ち破ることだった。不幸なことにリンカーンはフッカーに抱いていた信頼もほとんど無くしていた。フッカーがハーパーズ・フェリーの防衛軍の状態について本部で論争に及んだ時、衝動的に辞任を言い出し、それが直ぐにリンカーンと総司令官のヘンリー・ハレックに認められた。6月28日、南北戦争の頂点となるゲティスバーグの戦いの3日前にフッカーは解任され、ジョージ・ミード少将が後を継いだ。フッカーはゲティスバーグ方面作戦の開始に当たってその役割に対する連邦議会からの感謝状を受けたが、その栄誉はミードに渡った。

### 西部戦線
フッカーの軍歴は1863年夏のまずい業績では終わらなかった。ポトマック軍の第11軍団および第12軍団と共にテネシー州チャタヌーガ周辺のカンバーランド軍の補強に転属となり、そこで確固たる指揮官としての評判を再度得るために動いた。ルックアウト山の戦いで指揮を執り、第三次チャタヌーガの戦いではユリシーズ・グラント中将の決定的勝利のために重要な役割を果たした。チャタヌーガでの功績により、正規軍の少将に名誉昇進したが、戦勝に関するグラントの公式報告書ではフッカーよりもグラントの友人であるウィリアム・シャーマンの功績を高く買っていたことに失望した。
フッカーはシャーマンが指揮する1864年のアトランタ方面作戦でその軍団（第20軍団に改組）を完璧に率いたが、先輩ではない他の将軍（オリバー・O・ハワード少将）の昇進に不満だったので、アトランタ市の占領の前に解任を求めた。10月1日からは、シンシナティに本部を置く北方方面軍（ミシガン州、オハイオ州、インディアナ州およびイリノイ州から構成）の指揮を執り、戦争の終りまで務めた。シンシナティにいる時に、合衆国下院議員ウィリアム・S・グローズベックの姉妹、オリビア・グローズベックと結婚した。

## 晩年および遺産
南北戦争終戦後、フッカーは健康を患い、卒中で身体の一部が麻痺した。1866年9月1日には志願兵を解除され、1868年10月15日には正規軍の少将として陸軍から退役した。1879年にニューヨーク州ガーデンシティを訪れている時に死に、妻の故郷であるシンシナティ のスプリング・グローブ墓地に埋葬されている。
フッカーはその嫌っていた渾名「ファイティング・ジョー」で一般に知られている。半島方面作戦の時に新聞の特報がニューヨークに届いた時、「戦う-ジョー・フッカー」という入稿が誤ってハイフンが取れてしまい、それが渾名になった。ロバート・E・リーはその嘗ての敵をやんわりとした皮肉を込めて、「F.J.フッカー氏」と呼ぶことがあった（Fはファイティングの頭文字）。
フッカーの大酒のみの色男という評判にも拘らず、フッカーの本部で開かれたパーティや軍事的規律の欠如故に、売春婦に対する俗語が彼の姓から出てきたという民間伝承には根拠が無い。この伝説の別の形では、彼の師団に付いてきていた売春婦の1隊が冷笑的に「フッカー将軍の軍隊」あるいは「フッカーの旅団」と言われたことによるとしている。
しかし、「フッカー」という言葉は、フッカーが公の人となる前の1845年には既に印刷物に現れている。
フッカー伝説の流布は少なくともその言葉の人気に一部責があるのかもしれない。
ボストンのマサチューセッツ州会議事堂の外にはフッカー将軍の騎馬像がある。
ネブラスカ州フッカー郡はフッカーの名前に因んで名付けられた。